# Dezimalbruch
Als Dezimalbruch oder Zehnerbruch wird in Fachbüchern der Mathematik jede Darstellung einer reellen Zahl als Dezimalzahl verstanden (im Gegensatz zu manchen Schulbüchern). Die Begriffe Dezimalbruch und Dezimalzahl werden oft synonym gebraucht. Ein Dezimalbruch wird nach den Regeln des Dezimalsystems gebildet und enthält keinen Bruchstrich.
In der Entstehungsgeschichte der Zahlen haben frühe Zahlzeichen wohl nur der Fixierung einer Anzahl gedient. Dafür werden nur ganze Zahlen benötigt. Später ist zur Notation von Messwerten eine feinere Auflösung erforderlich geworden. Dazu sind dem „Ganzen“ noch „Bruchteile“ hinzugefügt worden; dem Zahlzeichen einer ganzen Zahl ist ein gewöhnlicher Bruch angefügt worden. Die Zusammenführung des ganzzahligen Teils mit dem Bruchteil in einer gemeinsamen Stellenschreibweise ist das, was der Dezimalbruch leistet.
Ferner sind reelle Zahlen bekannt, die nicht ganzzahlig sind und sich auch nicht mit einem gewöhnlichen Bruch angeben lassen. Mit dem Dezimalbruch können auch diese in einer für numerische Rechnungen geeigneten Form geschrieben werden.

## Aufbau
Eine vorzeichenlose ganze Dezimalzahl wird nach den Regeln des Dezimalsystems in der Form
{\displaystyle \mathbf {z} _{m}\mathbf {z} _{m-1}\cdots \mathbf {z} _{0}}
geschrieben. Dabei ist jedes {\displaystyle \mathbf {z} _{i}} eine der zehn Dezimalziffern. (Zur besseren Unterscheidung werden hier Ziffernzeichen fett und ihre zugehörigen Ziffernwerte normal gedruckt.) Alle diese Ziffern haben eigene Stellenwerte. Diese betragen zu der vorstehenden Zahl in derselben Reihenfolge
{\displaystyle 10^{m},10^{m-1},\dotsc ,10^{0}}.
Wird die Folge der Stellenwerte zur Einbeziehung desjenigen Teils, der „gebrochen“ (kleiner als eins) ist, am rechten Ende fortgesetzt durch
{\displaystyle 10^{-1},\ 10^{-2},\ 10^{-3},\dotsc \ } oder gleichwertig {\displaystyle \quad {\frac {1}{10}},\ {\frac {1}{100}},\ {\frac {1}{1000}},\dotsc \ },
so kann die Dezimalzahl mit weiteren Ziffern {\displaystyle \mathbf {a} _{i}} ergänzt werden, die den restlichen Zahlenteil angeben. Dabei steht {\displaystyle \mathbf {a} _{1}} für die Zehntel, {\displaystyle \mathbf {a} _{2}} für die Hundertstel und so weiter. Ein Dezimalbruch in der Form
{\displaystyle 0,\mathbf {a_{1}a_{2}a_{3}} \cdots }
steht für die Reihe
{\displaystyle 0+{\frac {a_{1}}{10}}+{\frac {a_{2}}{100}}+{\frac {a_{3}}{1000}}+\cdots =\sum _{i=1}^{\infty }a_{i}\cdot 10^{-i}}.

## Schreibweise
Ein Dezimalbruch wird im weiter unten angegebenen Sonderfall des endlichen Dezimalbruches geschrieben wie {\displaystyle \mathbf {z} _{m}\mathbf {z} _{m-1}\ldots \mathbf {z} _{0}\mathbf {,z} _{-1}\mathbf {z} _{-2}\ldots \mathbf {z} _{-n}\ }; mit diesem Zahlzeichen ergibt sich der Zahlenwert zu {\displaystyle \sum _{i=-n}^{m}z_{i}\cdot 10^{i}}.
Im allgemeinen Fall wird {\displaystyle \mathbf {z} _{m}\mathbf {z} _{m-1}\ldots \mathbf {z} _{0}\mathbf {,z} _{-1}\mathbf {z} _{-2}\ldots \ } geschrieben mit dem Wert {\displaystyle \sum _{i=-\infty }^{m}z_{i}\cdot 10^{i}}.
Zur Markierung der Grenze zwischen dem ganzzahligen und dem gebrochenen Teil des Zahlzeichens wird zwischen die Einerstelle und die Zehntelstelle ein Dezimalzeichen eingefügt. Im deutschsprachigen Raum ist dieses das Komma. Entsprechend steht der gebrochene Teil auf Nachkommastellen.
Längere Ziffernfolgen werden zur besseren Lesbarkeit in Dreiergruppen strukturiert (ab dem Komma nach links und nach rechts). Dazu dient nach Empfehlung der ISO ein (geschütztes) schmales Leerzeichen als Tausendertrennzeichen; Punkte zur Gruppierung sollen nicht mehr verwendet werden, da diese in Teilen der Welt als Dezimalzeichen verwendet werden und daher missverständlich sind. Demnach wird in Deutschland und Österreich die Dezimalzahl 76543210,98765 strukturiert in 76 543 210,987 65. Daneben existieren je nach Verwendungszweck und Staat noch weitere Schreibweisen.

### Implizite Genauigkeitsangabe
Insbesondere bei Messwerten, bei denen von vornherein keine genaue Zahlenangabe erwartet werden kann, geben viele Autoren dem Dezimalbruch so viele Kommastellen mit, wie nach einer Fehlerrundung bestehen bleiben sollen. Dann bedeutet bspw. die Schreibweise {\displaystyle x=3{,}2} einen Messwert im Intervall {\displaystyle x\in [3{,}15,3{,}25]} und die Schreibweise {\displaystyle x=3{,}0} einen Messwert im Intervall {\displaystyle x\in [2{,}95,3{,}05]}.

## Sprechweise
Für die Sprechweise des ganzzahligen Teils des Dezimalbruchs gilt dasselbe wie für seine Schreibweise in Wortform. Sie bündelt in Dreiergruppen zu Potenzen von tausend.
Für die Sprechweise des Bruchteils gibt es verschiedene Varianten. Am Beispiel des Zahlzeichens 3,215 sind
- drei-und-zweihundertfünfzehn-Tausendstel
- drei-Komma-zwei-Zehntel-ein-Hundertstel-fünf-Tausenstel
- drei-Komma-zwei-eins-fünf

möglich. Die letzte Form wird im Schulunterricht am häufigsten eingesetzt.
Eine Ausnahme gibt es bei Geldbeträgen. Am Beispiel 2,59 € werden die zwei Nachkommastellen wie eine ganze Zahl zur Einheit Cent verstanden und entsprechend gesprochen
- zwei Euro neunundfünfzig Cent.

Dabei wird die Einheit Cent fast immer weggelassen, teilweise auch die Einheit Euro, wenn keine Verwechselung möglich ist.

## Geschichte
Die Arabische Zahlschrift hat sich in Europa ab dem 13. Jahrhundert gegen vielerlei Schwierigkeiten ausgebreitet. Der Dezimalbruch ist wohl mehrfach erfunden worden durch Frances Pellos und Giovanni Bianchini im 15. Jahrhundert und erneut durch Simon Stevin und Christophorus Clavius gegen Ende des 16. Jahrhunderts. Die heutige Schreibweise mit einem Dezimalzeichen findet sich bereits bei Bartholomäus Pitiscus in seinen trigonometrischen Tabellen aus dem Jahr 1612 sowie danach bei John Napier in seinen Artikeln über Logarithmen aus den Jahren 1614 und 1619.

## Dezimalbruchentwicklung

### Fallunterscheidung
Die Umrechnung einer reellen Zahl in einen Dezimalbruch wird als Dezimalbruchentwicklung bezeichnet. Es gibt verschiedene Ausführungen des Dezimalbruchs. Er ist
- unendlich periodisch

Die Ziffern {\displaystyle \mathbf {a} _{i}} wiederholen sich ab einer bestimmten Stelle periodisch. Diese Art  Dezimalbruch entsteht aus dem gewöhnlichen Bruch zweier ganzer Zahlen. Dann heißt die Zahl rationale Zahl. Beispiele sind {\displaystyle {\tfrac {11}{30}}=0{,}36666\ldots } und {\displaystyle {\tfrac {30}{11}}=2{,}727272\ldots \ }.
- endlich oder abgebrochen oder abbrechend

Dann liegt der gar nicht so seltene Sonderfall vor, dass die Ziffernfolge ab einer bestimmten Stelle nur aus Nullen besteht; die Null wiederholt sich periodisch. Da diese periodischen Nullen auf Nachkommastellen meistens nicht mitgeschrieben werden, bricht der Dezimalbruch dort ab. Beispiele sind {\displaystyle {\tfrac {37}{100}}=0{,}37}, {\displaystyle {\tfrac {3}{4}}=0{,}75}, {\displaystyle {\tfrac {8}{4}}=2}.
- unendlich nicht periodisch

Die Ziffern {\displaystyle \mathbf {a} _{i}} folgen aufeinander ohne Ende, aber sie erfüllen nicht die Bedingung einer rationalen Zahl. Dann heißt die Zahl irrationale Zahl, die überhaupt nicht als gewöhnlicher Bruch darstellbar ist. Beispiele sind {\displaystyle {\sqrt {2}}}, die Kreiszahl {\displaystyle \pi }, die Eulersche Zahl {\displaystyle \mathrm {e} }.

### Notation
Beim periodischen Dezimalbruch kann die Periode in den Nachkommastellen durch Überstreichung gekennzeichnet werden; zugleich werden unter dem Überstrich alle nachfolgenden Stellen zusammengefasst.
Beispiele sind
| {\displaystyle 1/6}    | {\displaystyle =0{,}166666666666666666\ldots =0{,}1{\overline {6}}}       |
| {\displaystyle 1/7}    | {\displaystyle =0{,}142857142857142857\ldots =0{,}{\overline {142857}}}   |
| {\displaystyle 1/8}    | {\displaystyle =0{,}125000000000000000\ldots =0{,}125}                    |
| {\displaystyle 1000/7} | {\displaystyle =142{,}8571428571428571\ldots =142{,}{\overline {857142}}} |
Die Angabe der Periode 0 eines endlichen Dezimalbruchs, beispielsweise als {\displaystyle 1/8=0{,}125{\overline {0}}}, ist nicht üblich.
Aufgrund technischer Einschränkungen existieren auch andere Schreibweisen. So kann der Überstrich vorangestellt, eine typografische Hervorhebung (fett, kursiv, unterstrichen) des periodischen Teils gewählt oder dieser in Klammern gesetzt werden:
1/6 = 0,1¯6 = 0,16 = 0,16 = 0,16 = 0,1(6)
1/7 = 0,¯142857 = 0,142857 = 0,142857 = 0,142857 = 0,(142857)

### Umkehrung der Dezimalbruchentwicklung
Zur Umformung periodischer Dezimalbrüche in gewöhnliche Brüche verwendet man die Beziehungen:
{\displaystyle 0{,}{\overline {1}}={\frac {1}{9}};\quad 0{,}{\overline {01}}={\frac {1}{99}};\quad 0{,}{\overline {001}}={\frac {1}{999}};\quad \ldots }.
Diese Identitäten ergeben sich aus den Rechenregeln für geometrische Reihen, wonach
{\displaystyle \sum _{i=0}^{\infty }q^{i}={\frac {1}{1-q}}} für {\displaystyle 0<q<1} gilt und folglich   {\displaystyle \sum _{i=1}^{\infty }q^{i}=\sum _{i=0}^{\infty }q^{i}-q^{0}={\frac {1}{1-q}}-1={\frac {q}{1-q}}}.
Im Fall {\displaystyle 0{,}{\overline {1}}={\frac {1}{9}}} wählt man {\displaystyle q=0{,}1=10^{-1}}. Damit ergibt sich {\displaystyle 0{,}{\overline {1}}=0{,}111\ldots =\sum _{i=1}^{\infty }10^{-i}={\frac {0{,}1}{1-0{,}1}}={\frac {1}{9}}}.
Anwendungen:
{\displaystyle 0{,}555\,55\ldots =0{,}{\overline {5}}={\frac {5}{9}}}
{\displaystyle 0{,}333\,33\ldots =0{,}{\overline {3}}={\frac {3}{9}}={\frac {1}{3}}}
{\displaystyle 0{,}424\,242\ldots =0{,}{\overline {42}}={\frac {42}{99}}={\frac {14}{33}}}
{\displaystyle 0{,}081\,081\,081\ldots =0{,}{\overline {081}}={\frac {81}{999}}={\frac {3}{37}}}
Hier wird die Periode jeweils in den Zähler übernommen. Im Nenner stehen so viele Neunen, wie die Periode Stellen hat. Gegebenenfalls sollte der entstandene Bruch noch gekürzt werden.
Wenn die Periode nicht unmittelbar auf das Komma folgt, lässt sich das aber durch Erweiterung mit einer geeigneten Zehnerpotenz erreichen, beispielsweise:
{\displaystyle 0{,}833\,33\ldots =0{,}8{\overline {3}}\cdot {\frac {10}{10}}=8{,}{\overline {3}}\cdot {\frac {1}{10}}=\left(8+{\frac {3}{9}}\right)\cdot {\frac {1}{10}}=\left(8+{\frac {1}{3}}\right)\cdot {\frac {1}{10}}={\frac {25}{3\cdot 10}}={\frac {5}{6}}}
Ein allgemeines Verfahren wird am Beispiel   {\displaystyle 4{,}923\,636\ldots =4{,}92{\overline {36}}}   vorgestellt:
1. Schritt: Man multipliziere den Dezimalbruch mit einer Zehnerpotenz so, dass genau eine Periode (im Beispiel die 36) vor dem Komma steht:
{\displaystyle x=4{,}923\,636\ldots }
{\displaystyle 10\,000\cdot x=49\,236{,}3636\ldots }
2. Schritt: Man multipliziere den Dezimalbruch mit einer Zehnerpotenz so, dass die Perioden genau hinter dem Komma beginnen:
{\displaystyle x=4{,}923\,636\ldots }
{\displaystyle 100\cdot x=492{,}3636\ldots }
3. Schritt: Man subtrahiere die beiden im 1. und 2. Schritt entstandenen Zeilen voneinander. Die Perioden hinter dem Komma kürzen sich dabei heraus:
| {\displaystyle 10\,000\cdot x=} | {\displaystyle 49\,236{,}3636\ldots } |                                      | vom 1. Schritt |
| {\displaystyle 100\cdot x=}     | {\displaystyle 492{,}3636\ldots }     | {\displaystyle \qquad \qquad \quad } | vom 2. Schritt |
| {\displaystyle 9\,900\cdot x=}  | {\displaystyle 49\,236-492=48\,744}   | {\displaystyle 49\,236-492=48\,744}  | Differenz      |
4. Schritt: Man löse nach {\displaystyle x} auf und kürze möglichst:
{\displaystyle x={\frac {48\,744}{9900}}={\frac {1354}{275}}}
Auf dasselbe Ergebnis kommt man mit {\displaystyle x=4{,}923\,{\overline {63}}}.

### Zweierlei Darstellung
Für jeden Zahlenwert, die sich als endlicher Dezimalbruch schreiben lässt, gibt es noch eine zweite Darstellung als unendlicher Dezimalbruch mit der Periode 9. Zwischen beiden Zahlenwerten besteht nicht der geringste Unterschied. Wie oben beschrieben und auch im Artikel 0,999… behandelt, kann man {\displaystyle 0{,}{\overline {9}}} umformen und kommt zur Aussage
{\displaystyle 0{,}{\overline {9}}={\frac {9}{9}}=1=1{,}{\overline {0}}}.
Mit dieser Identität kann umgekehrt ein periodischer Dezimalbruch mit der Periode 9 stets in einen periodischen Dezimalbruch mit der Periode 0 umgeformt werden, wobei diese Dezimalbruchentwicklung abgebrochen werden kann. Beispielsweise gilt
{\displaystyle 37{,}233\,999\ldots =37{,}234\,000\ldots =37{,}234}
Die Darstellung einer rationalen Zahl als periodischer Dezimalbruch ist dann eindeutig, wenn die Darstellung mit Periode 9 ausgeschlossen wird.

### Periode
In der Mathematik bezeichnet man als Periode eines Dezimalbruchs die kürzest mögliche Ziffernfolge, die sich nach dem Komma immer wieder wiederholt. Alle rationalen Zahlen, und nur diese, haben eine periodische Dezimalbruchentwicklung.
Beispiele:
Rein periodische: (nach dem Komma beginnt sofort die Periode)
1/3 = 0,33333…
1/7 = 0,142857142857…
1/9 = 0,11111…
Gemischt periodische: (nach dem Komma kommt erst noch eine Vorperiode, bevor die Periode beginnt)
2/55 = 0,036363636… (Vorperiode 0; Periodenlänge 2)
1/30 = 0,03333… (Vorperiode 0; Periodenlänge 1)
1/6 = 0,16666… (Vorperiode 1; Periodenlänge 1)
134078/9900 = 13,543232… (die Vorperiode ist 54; Periodenlänge ist 2)
Auch endliche Dezimalbrüche zählen zu den periodischen Dezimalbrüchen; nach Einfügung unendlich vieler Nullen ist zum Beispiel
0,12 = 0,12000…
Echte (nicht-abbrechende) Perioden treten im Dezimalsystem genau dann auf, wenn sich der Nenner {\displaystyle n} des zugrunde liegenden Bruches {\displaystyle z/n} nicht ausschließlich durch die Primfaktoren 2 und 5 (die Primfaktoren der Zahl 10) erzeugen lässt.